# Wallflip
Wallflip är en baklänges voltvändning mot en vertikal yta.
En Wallflip utförs genom att springa med en eller flera steg mot en vägg eller någon annan vertikal yta, sedan med en kraftig avstamp snett uppåt utföra en tre-kvarts volt baklänges och slutligen landa på fötterna.